# 可愛和美
可愛 和美（かあい かずみ、本名：額田 和代、1950年3月10日 - ）は日本の歌手。熊本県出身。熊本女子短期大学中退。

## 概要
当初は本名の額田和代名義でアニメソング歌手として活動していたが、1969年2月に渡辺プロダクションと契約し、同年10月に日本コロムビアのDENONレーベルから歌謡曲歌手としてデビュー。
DENONレーベルからのシングルのうち、1〜3と6枚目は筒美京平作曲。4枚目の「シャム猫とのら犬」がオリコンチャート99位の小ヒットとなった。またCMソングの分野でも活躍した。
その後、フジテレビ系列の子供番組「ひらけ!ポンキッキ」の初代おねえさん（1973年4月〜1975年3月）を経て、1978年にかあいかづみ名義で男性4人組のジャズ・コーラス・グループ、クレスト・フォー・シンガーズに加入。ディスコメイトレコードより「ラスト・ストーリー」ほか数枚のシングルをリリースした。
なお「可愛」の読みは「かわい」ではなく「かあい」であり、ジャケットにも"KAZUMI KAAI"とアルファベット表記されている。

## ディスコグラフィー

### シングル
- ナナ子のうた（A面：鶴間えり「アニマル1のうた」）（1968年6月）額田和代名義 日本コロムビア SCS-55
- キミとボクの街（1969年4月）福岡市の商店街・新天町のテーマソング（2代目）[1]。額田和代名義 日本コロムビア SRC-101C
- このごろ二人／光と影の季節（1969年10月） DENON CD-39
- あの子は涙／素晴らしい朝（1970年2月） DENON CD-52
- 可愛い女になりたい／愛はすべてをうばう（1970年5月） DENON CD-68
- シャム猫とのら犬／雨あがりの恋（1970年8月） DENON CD-83
- 初恋／愛の形見（1971年4月） DENON CD-116
- あなたと私／夢でいいから（1971年9月） DENON CD-132
- 約束したのに／あの頃私は（1972年7月）  DENON CD-164
- アカシアの雨／思い出の海（1973年7月25日）キャニオン A-174
- サランラップの唄／ホカホカ音頭（1974年）サランラップのCMソング。非売品 キャニオン P-14

### コンパクト盤
- ポンキッキレコード（1973年3月）「とりになりたいな」「コンニチハのうた」収録。非売品  キャニオン CXP-1
- ポンキッキレコード（1974年8月）「くち」「『9』ってしってる？」収録。 かあい かずみ名義 非売品  キャニオン CXP-18

### アルバム
- 可愛和美の素敵な世界（1971年9月25日） DENON時代のシングル曲11曲に「週末の女」を加えた全12曲。  DENON CD-5031
CD化：2011年3月23日/日本コロムビア CORR-10691 （オンデマンドCD）

## 出演
- 歌謡大行進（1971年-1972年、文化放送）火曜パーソナリティー
- 火曜日の女シリーズ / いとこ同志（1972年、NTV）